# West Coast Seattle Boy: The Jimi Hendrix Anthology
West Coast Seattle Boy: The Jimi Hendrix Anthology è un cofanetto postumo di Jimi Hendrix.
Il box set è stato pubblicato il 16 novembre 2010, costituito da quattro CD di materiale di studio e tracce dal vivo precedentemente inedite, insieme ad un DVD contenente il documentario Jimi Hendrix: Voodoo Child basato sulla vita e la carriera di Hendrix diretto da Bob Smeaton con l'approvazione della Experience Hendrix LLC.
Il cofanetto è stato pubblicato anche in versione "Best of", ridotto a 2 CD, uno contenente i pezzi ritenuti più significativi della compilation, e l'altro con il documentario.

## Tracce

### Deluxe Edition
Disc 1
1. Testify – 4:09 – The Isley Brothers
2. Mercy, Mercy – 2:26 – Don Covay & the Goodtimers
3. Can't Stay Away – 2:50 – Don Covay & the Goodtimers
4. My Diary – 2:22 – Rosa Lee Brooks
5. Utee – 1:58 – Rosa Lee Brooks
6. I Don't Know What You Got But It's Got Me – 4:02 – Little Richard
7. Dancing All Around The World – 3:00 – Little Richard
8. I'm So Glad – 2:39 – Frank Howard & The Commanders
9. Move Over And Let Me Dance – 2:41 – Isley Brothers
10. Have You Ever Been Disappointed – 6:19 – Isley Brothers
11. Help Me (Get The Feeling) (Part I) – 2:33 – Ray Sharpe
12. (My Girl) She's A Fox – 2:43 – The Icemen
13. That Little Old Groovemaker – 2:16 – Jimmy Norman
14. Sweet Thang – 2:33 – Billy Lamont
15. Instant Groove – 2:24 – King Curtis

Disc 2
1. Fire – 2:51 – Registrazione alternativa non pubblicata in precedenza
2. Are You Experienced – 6:04 – Registrazione non pubblicata in precedenza
3. May This Be Love – 3:18 – Registrazione alternativa non pubblicata in precedenza
4. Can You See Me – 2:34 – Registrazione alternativa non pubblicata in precedenza
5. The Wind Cries Mary – 3:57 – Registrazione Live Stoccolma 1967
6. Love or Confusion – 3:16 – Registrazione alternativa non pubblicata in precedenza
7. Little One – 4:11 – Registrazione non pubblicata in precedenza
8. Mr. Bad Luck – 2:57 – Registrazione alternativa non pubblicata in precedenza
9. Cat Talking To Me – 2:54 – Registrazione alternativa non pubblicata in precedenza
10. Castles Made of Sand – 3:12 – Registrazione non pubblicata in precedenza
11. Tears of Rage – 5:22 – Registrazione non pubblicata in precedenza
12. Hear My Train A Comin' – 4:37 – Registrazione non pubblicata in precedenza
13. 1983 (A Merman I Shall Turn To Be) – 3:31 – Registrazione non pubblicata in precedenza
14. Long Hot Summer Night – 2:32 – Registrazione non pubblicata in precedenza
15. My Friend – 3:59 – Registrazione non pubblicata in precedenza
16. Angel – 3:11 – Registrazione non pubblicata in precedenza
17. Calling All The Devil's Children – 5:38 – Registrazione non pubblicata in precedenza
18. Hey Baby (New Rising Sun) – 7:24 – Registrazione alternativa non pubblicata in precedenza

Disc 3
1. Hear My Freedom – 5:23 – Registrazione non pubblicata in precedenza
2. Room Full Of Mirrors – 2:32 – Registrazione alternativa non pubblicata in precedenza
3. Shame, Shame, Shame – 3:01 – Registrazione non pubblicata in precedenza
4. Messenger – 3:20 – Registrazione non pubblicata in precedenza
5. Hound Dog Blues – 4:44 – Registrazione non pubblicata in precedenza
6. Untitled Basic Track – 3:49 – Registrazione non pubblicata in precedenza
7. Star Spangled Banner – 2:29 – Registrazione Live Los Angeles Forum 26 aprile 1969 mix originale
8. Purple Haze – 5:51 – Registrazione Live Los Angeles Forum 26 aprile 1969 mix originale
9. Young/Hendrix – 20:57 – Registrazione non pubblicata in precedenza
10. Mastermind – 4:44 – Registrazione non pubblicata in precedenza
11. Message To Love – 3:27 – Registrazione alternativa non pubblicata in precedenza
12. Fire – 4:41 – Registrazione non pubblicata Live Fillmore East 31 dicembre 1969
13. Foxey Lady – 6:29 – Registrazione non pubblicata Live Fillmore East 31 dicembre 1969

Disc 4
1. Stone Free – 14:48 – Registrazione non pubblicata Live Fillmore East 31 dicembre 1969
2. Burning Desire – 8:49 – Registrazione non pubblicata in precedenza
3. Lonely Avenue – 4:22 – Registrazione non pubblicata in precedenza
4. Everlasting First – 4:16 – Registrazione non pubblicata in precedenza
5. Freedom – 4:17 – Registrazione alternativa non pubblicata in precedenza
6. Peter Gunn/Catastrophe – 2:56 – Registrazione non pubblicata in precedenza
7. In From The Storm – 3:36 – Registrazione alternativa non pubblicata in precedenza
8. All God's Children – 6:19 – Registrazione non pubblicata in precedenza
9. Red House – 7:31 – Registrazione non pubblicata Live Berkeley Community Theatre 31 maggio 1970
10. Play That Riff [Thank You] – 0:37 – Registrazione non pubblicata in precedenza
11. Bolero – 5:31 – Registrazione non pubblicata in precedenza
12. Hey Baby (New Rising Sun) – 6:06 – Registrazione alternativa non pubblicata in precedenza
13. Suddenly November Morning – 4:12 – Registrazione non pubblicata in precedenza

### Edizione disco singolo

#### Tracce
Testi e musiche di Jimi Hendrix, eccetto dove indicato.
1. Fire – 2:51 – Registrazione alternativa non pubblicata in precedenza
2. Love or Confusion – 3:16 – Registrazione alternativa non pubblicata in precedenza
3. Room Full Of Mirrors – 2:32 – Registrazione non pubblicata in precedenza
4. Shame, Shame, Shame – 3:01 – Registrazione non pubblicata in precedenza
5. Mr. Bad Luck – 2:57 – Registrazione alternativa non pubblicata in precedenza
6. May This Be Love – 3:18 – Registrazione alternativa non pubblicata in precedenza
7. Are You Experienced? – 6:04 – Registrazione non pubblicata in precedenza
8. Tears of Rage – 5:22 (Bob Dylan, Richard Manuel) – Registrazione non pubblicata in precedenza
9. Hear My Freedom – 5:23 – Registrazione non pubblicata in precedenza
10. Hound Dog Blues – 4:44 – Registrazione non pubblicata in precedenza
11. Lonely Avenue – 4:22 – Registrazione non pubblicata in precedenza
12. Burning Desire – 8:49 – Registrazione non pubblicata in precedenza
13. In From The Storm – 3:36 – Registrazione alternativa non pubblicata in precedenza
14. Bolero – 5:31 – Registrazione non pubblicata in precedenza
15. Hey Baby (New Rising Sun) – 6:06 – Registrazione alternativa non pubblicata in precedenza